# 潘太無鬚鱈
潘太無鬚鱈（学名：Merluccius patagonicus），為無鬚鱈科無鬚鱈屬的一種，分布於西南大西洋阿根廷巴塔哥尼亞海域，為溫帶海水魚，深度可達95公尺，體長可達56.2公分，棲息在底層水域，生活習性不明。

## 扩展阅读
維基物種上的相關：潘太無鬚鱈